# علاء الدين الشعار
علاء الدين الشعار (1948 - 17 شباط 2019) مخرج سوري من مواليد مدينة السلمية في محافظة حماة.
عمل في الإعلام السوري منذ السبعينيات كمصور سينمائي وفوتوغرافي ومعد برامج الشباب، كما كان يدرّس مادة التصوير في قسم الصحافة بجامعة دمشق في تسعينيات القرن الماضي.

## دراسته
حاصل على شهادة ماجستير ثم درجة الدكتوراه في فنون السينما من الاتحاد السوفييتي السابق عام 1983 ومتخصص في مادة الإخراج السينمائي والتلفزيوني لتمتد حياته المهنية إلى العمل بعدد من أهم الأفلام منها “الصفصاف المهاجر” الذي حصل من خلاله على الجائزة الذهبية في مهرجان دمشق السينمائي الرابع.

## مسيرته
أخرج الشعار خلال مسيرته المهنية العديد من الأعمال للدراما نذكر منها الظرفاء والغاوي والجرح الخفي والدائرة إضافة إلى فيلمه التلفزيوني الشهير “النجمة وأحلام أسامة” الذي استحق عليه العديد من الجوائز العالمية.
وللراحل تجربة رائدة في مجال الطفل من خلال دبلجة أفلام الكرتون والأفلام العلمية منها “وادي الكسلان” من بطولة الفنانة الراحلة مها الصالح فضلا عن دوره في تأهيل كوادر إعلامية في الجامعات ومؤسسات التدريب الإعلامي.
حصل على العديد من الشهادات التقديرية العربية والعالمية، كما تدرج في عدة وظائف منها رئيس اللجنة الإعلامية في الاتحاد العربي للثقافة البدنية ببيروت وعضو الأكاديمية الوطنية للثقافة البدنية.

## أعماله

### في التلفزيون
- الجرح الخفي، عام /1990/ وهو فيلم من بطولة «عباس النوري» والفنان «غسان مسعود»
- الحل الوحيد، عام /1991/ فيلم
- نبش الذاكرة، عام /1993/ فيلم
- الدائرة، وهو مسلسل من بطولة «نجاح حفيظ»، «توفيق اسكندر»، «ماهر صليبي»
- الغاوي، مسلسل

بالإضافة إلى العديد من الأفلام الوثائقية والتي كان من أهمها «الغاب نغم العطاء» وهو فيلم /16/مم.

### في السينما
- الصفصاف المهاجر، حاز على الجائزة الذهبية في مهرجان دمشق الرابع للأفلام وجائزة النقاد السينمائية العالميين في مهرجان الأفلام الدولية القصيرة في مدينة «أوبرهاوزن» في ألمانيا عام /1986/.
- النجمة وأحلام أسامة، حصل على الجائزة الذهبية في المهرجان السابع عشر للأفلام في «بلغاريا» عام /1990/، كما حصل على جائزة الشباب واليافعين في «ألمانيا» وجائزة أفضل فيلم للأطفال عام /1990/، وجائزة أفضل إخراج في مهرجان التلفزيون العربي في تونس.
- قصة الغراب، حائز على جائزتين ذهبيتين.[5]